# Penisknogle
Penisknogle (Os penis), også kaldet baculum, er en knogle der hos nogle pattedyr afstiver penis i forbindelse med parring. En penisknogle er et frit skeletelement, der ikke hænger sammen med det øvrige skelet. 
Penisknogler forekommer hos alle insektædere, flagermus, mange gnavere og rovdyr. Den findes hos visse primater, dog ikke hos mennesker og edderkopaber (Ateles). Denne store spredning mellem arterne indikerer at dette anatomiske træk udvikledes tidligt i evolutionen.
En engelsk mnemoteknisk regel for hvilke pattedyrsordener der har penisknogler er P.R.I.C.C. ((engelsk): prick = tissemand) for Primates Rodentia Insectivora Carnivora Chiroptera. 